# Ole Woldbye
Ole Woldbye (født 23. juli 1930 i København, død 30. oktober 2003) var en dansk fotograf.
Han var søn af redaktør Ernst Woldbye og hustru Estrid f. Petersen, blev uddannet fotograf og var i mange år museumsfotograf ved Kunstindustrimuseet og andre museer. Sideløbende var han også aktiv som arkitekturfotograf.
I 1995 modtog han C.L. Davids Fødselsdagslegat.
Han blev gift 17. februar 1956 med museumsinspektør, mag.art. Vibeke Woldbye.
Woldbye døde i 2003; samme år blev et af hans fotografier gengivet på et dansk frimærke.